# Thea Rasche
Theodora "Thea" Rasche (Unna, 12 de agosto de 1899 – Essen-Rüttenscheidem, 25 de fevereiro de 1971) foi uma pioneira da aviação e jornalista alemã. Apelidada de "The Flying Fräulein" foi a primeira piloto de acrobacias aéreas alemã e uma das pilotos alemãs mais famosas internacionalmente de todos os tempos.